# 名取市立高舘小学校
名取市立高舘小学校（なとりしりつ たかだてしょうがっこう）は宮城県名取市高舘吉田にある公立小学校である。

## 沿革
出典
- 1889年（明治22年） -  開校。
- 1898年（明治31年） - 現在地に移転。
- 1904年（明治37年） - 余方分教場(分校)設置。
- 1964年（昭和39年）4月 - 簡易プール完成[2]。
- 1966年（昭和41年）4月 - 屋内運動場完成[2]。
- 1968年（昭和43年）3月 - 余方分校閉校し、本校に統合。余方分校の児童は、スクールバスにて本校に通学[2]。
- 1971年（昭和46年）7月 - 校舎第一期工事完成。
- 1973年（昭和48年）
  - 1月 - 校舎第二期工事と高舘小中学校給食共同調理場が完成[2]。
  - 6月 - 完全給食開始[2]。
- 1978年（昭和53年）6月12日 - 17時14分頃に発生した宮城県沖地震により、被害を受けた。
- 1979年（昭和54年）8月 - プール完成[2]。
- 1989年（平成元年）11月 - 校舎大規模改造（外部）完成[2]。
- 1990年（平成2年）
  - 11月 - 校舎大規模改造（内部）完成[2]。
  - 12月4日 - 校木に「メタセコイア」を制定[3]。
- 1993年（平成5年）
  - 3月 - 屋内運動場増改築完成[2]。
  - 4月 - 名取市立ゆりが丘小学校が分離開校。
- 1996年（平成8年）4月 - 名取市立相互台小学校が分離開校。
- 2001年（平成13年）4月 - 名取市立那智が丘小学校が分離開校。
- 2009年（平成21年）10月 - 耐震補強及び大規模改修完成[2]。
- 2011年（平成23年）3月11日 - 14時46分頃に発生した東日本大震災（東北地方太平洋沖地震）により、被害を受けた[2]。
- 2020年（令和2年）12月 - GIGAスクール構想により、児童1人に1台の端末を整備[2]。

## 学校教育目標
出典
- 豊かな心と健康な体をもち、主体的に学び・実践する児童を育成する。

## 通学区域と進学先中学校
出典

### 通学区域
- 高舘吉田（前沖・野来を除く）
- 高舘川上（全域）
- 高舘熊野堂（谷地前西、谷地前下、谷地前、土手下、舞台上、舞台中、舞台下、飛鳥上、飛鳥中、飛鳥下、飛鳥、飛鳥西、八ツ口、八ツ口前、中河原、岩口南、岩口下、岩口中、岩口上、川、五反田、大門山、五反田山）

### 進学先中学校
- 名取市立第二中学校

## 周辺
- 高舘放課後児童クラブ（旧高舘幼稚園） - 校地南側に敷地が隣接
- 高舘第四町内会集会場
- 宮城県警岩沼警察署高舘交番
- 高館郵便局
- 熊野那智神社
- 宮城県立名取支援学校
- 名取市立高舘公民館
- 名取市立高舘体育館

## アクセス
- 名取市コミュニティバス『なとりん号』「高舘線」・「相互台線」で、「高舘小学校前」停留所下車。